# Марк Валерій Лактуцін Максим
Марк Вале́рій Лактуці́н Макси́м (лат. Marcus Valerius Lactucinus Maximus; ? — після 395 до н. е.) — політичний і військовий діяч часів ранньої Римської республіки, військовий трибун з консульською владою (консулярний трибун) 398 та 395 років до н. е.

## Життєпис
Походив з патриціанського роду Валеріїв. Син Марка Валерія Лактуки Максима, консула-суффекта 437 року до н. е. Про молоді роки Марка Валерія Лактуціна відомостей не збереглося. 

### Перша трибунська каденція
У 398 році до н. е. його було вперше обрано військовим трибуном з консульською владою разом із Луцієм Валерієм Потітом, Луцієм Фурієм Медулліном, Квінтом Сервілієм Фіденатом, Марком Фурієм Каміллом, Квінтом Сульпіцієм Камеріном Корнутом. Тієї каденції продовжувалася війна з містом-державою Вейї, які взяли в облогу Камілл та Потіт, були взяті міста Капена і Фалерія. Валерій Лактуцін разом з іншими колегами відповідав за спокій на території Римської республіки.

### Друга трибунська каденція
У 395 році до н. е. вдруге його було обрано військовим трибуном з консульською владою, цього разу разом із Публієм Корнелієм Малугіненом Коссом, Цезоном Фабієм Амбустом, Публієм Корнелієм Сципіоном і знову з Квінтом Сервілієм Фіденатом і Луцієм Фурієм Медулліном. Війну проти фалісків було доручено двом братам Публіям Корнеліям, які з нею не справилися. Позаяк Марк Валерій разом з колегою Сервілієм Фіденатом успішно діяв проти етруського міста-держави Капена, яке знову почало виступати проти Римської республіки. Після цього Марк Валерій підтримав сенат, який виступив проти пропозиції народного трибуна Тита Сіцінія пересилити багато жителів Риму до нещодавно захопленого міста Вейї. 
З того року про подальшу долю Марка Валерія Лактуціна Максима нічого невідомо.